# Pestañas postizas
Pestañas Postizas (conocida en algunos países como False Eyelash) es una película de drama de 1982, dirigida por Enrique Belloch, que a su vez la escribió; Juan Clemente Prosper como jefe de producción y protagonizada por Queta Claver, Carmen Belloch, Antonio Banderas, entre otros. 
El filme fue realizado por Q.B. Films y estrenado el 17 de septiembre de 1982.

## Sinopsis
La relación entre Juan (Antonio Banderas) y Marita (Carmen Belloch) pasa por distintos estadios. Después de dos años Juan finaliza el vínculo con su pareja, quien lo mantenía, hasta que apareció Adela (Queta Claver), otra mujer de la que obtener plata.